# Eduardo Abelim
Eduardo Abelim (1900, Cachoeira do Sul, Rio Grande do Sul - 1984) va ser un actor, director, guionista i productor brasiler.

## Biografia
El seu debut en cinema va tenir lloc el 1926, amb el curtmetratge Em Defesa da Irmã. El 1927 va fundar la productora Gaucha Film. Considerat un pioner del cinema gautxo, aquest mateix any va dirigir, va escriure, va produir i va actuar en el llargmetratge O Castigo do Orgulho, una pel·lícula muda a la qual van seguir unes altres sobre la temàtica gautxa. Tres anys després va realitzar un documental sobre dos gaúchos en la Revolució de 1930, Avançada das troupas gaúchas, i el 1932 va estrenar O Pecado da Vaidade, en la qual va repetir els mateixos rols que en el seu anterior llargmetratge.

## Filmografia
- Em Defesa da Irmã (1926, també com a director de fotografia i d'art)[1]
- O Castigo do Orgulho (1927)
- O Pecado da Vaidade (1932)